# Michel-Eugène Chevreul
Michel-Eugène Chevreul (* 31. avgust 1786, Angers, Francija, † 9. april 1889, Pariz, Francija), francoski kemik, ki se je ukvarjal predvsem z raziskavami maščobnih kislin.  Pripisuje se mu odkritje margarine in prvih mil, proizvedenih iz živalskih maščob in soli. Doživel je visoko starost 102 leti in je bil eden od pionirjev na področju gerontologije.

## Življenjepis
Chevreul je bil rojen v Angersu, kjer so bili njegov oče, stari oče in prastric zdravniki in kirurgi. Pri sedemnajstih letih je odšel v Pariz v kemijski laboratorij farmacevta in kemika L. N. Vauquelina, zatem pa je postal njegov asistent v Narodnem muzeju naravne zgodovine (Muséum National d'Histoire Naturelle) v Jardin des Plantes. Leta 1813 je bil imenovan za profesorja kemije na Lycée Charlemagne, potem pa je prevzel mesto direktorja v tovarni tapiserij Manufacture des Gobelins, kjer je raziskoval barvne kontraste. Leta 1839 je svoje raziskave objavil  v knjigi Zakonitosti simultanega kontrasta barv (De la loi du contraste simultané des couleurs). Leta 1826 je postal član Francoske akademije znanosti in angleške Kraljeve družbe, ki mu je leta 1857 podelila Copleyevo medaljo za znanstveno delo.   
Leta 1830 je nasledil svojega učitelja Vauquelina kot profesor organske kemije in direktor Narodnega muzeja. Položaju direktorja se je po triintridesetih letih službe odrekel, profesuro pa je obdržal. Njegov 100. rojstni dan leta 1886 so praznovali kot narodni praznik in skovali posebno zlato medaljo. Čestitke je prejel od mnogih državnikov monarhov, med katerimi je bila tudi angleška kraljica Viktorija.
Malo pred smrtjo je začel študirati vplive staranja na človeško telo in postal eden od pionirjev gerontologije. Ko je pri 102 letih umrl, so ga počastili s slovesnim pogrebom, leta 1901 pa so mu v Jardin des Plantes postavili spomenik. 

## Znanstveno delo
Chevreul se je ukvarjal z več področji kemije, najbolj znan pa je po raziskavah živalskih maščob, ki jih je objavil leta 1823 v delu Raziskave maščob živalskega porekla (Recherches sur les corps gras d'origine animale). Odkril je kemijsko sestavo mila, stearina, bele snovi, ki jo je našel v skoraj vseh trdnih živalskih in rastlinskih maščobah, in oleina, ki je sestavni del vseh tekočih maščob. Izoliral je stearinsko in oleinsko kislino in ju poimenoval. Njegove raziskave so pripomogle tudi k izboljšavam postopkov za izdelavo sveč.
Bil je odločen nasprotnik vseh oblik šarlatanstva in popoln skeptik glede »znanstvenih« psihičnih raziskav oziroma spiritualizma, ki se je začel širiti v njegovem času. 
Pomembno vlogo je igral tudi v svetu umetnosti. Po imenovanju za direktorja barvarn v tovarni tapiserij, je dobival številne pritožbe zaradi kakovosti barvil, ki so se uporabljala. Največ pritožb je bilo zaradi črnih barv, ki so ob modrih barvah izgledale popolnoma drugače kot bi morale. Ugotovil je, da je preja spremenila barvo samo navidezno zaradi vpliva barve sosednje preje. Pojav se imenuje simultani kontrast. Podoben pojav se po njem imenuje Chevreulova iluzija.